# 김수지 (1988년)
김수지(1988년 4월 14일 ~ )은 대한민국의 가수이다.
현재 거주지는 인천광역시이다.

## 학력
- 성심여자고등학교 졸업
- 전북대학교 졸업

## 데뷔
- 2009년 립스 2집 앨범 "새빨간 거짓말"